# Kauf MICH!
Albums de Die Toten Hosen
Learning English Lesson One
(1991) Reich & sexy
(1993)
Kauf MICH!, que l'on pourrait traduire par « achète-moi ! » en français, est le huitième album studio du groupe de punk rock allemand Die Toten Hosen. Il est sorti le 10 mai 1993 sur le label musical Virgin Records.
Kauf MICH!, à l'inverse de leur précédent opus Learning English Lesson One sorti en 1991, n'est composé que de chansons en allemand.
Le thème principal de l'album porte sur le consumérisme, la publicité et la société de consommation. Sur l'album figure également deux morceaux aux thématiques antifascistes, dont la chanson Sascha … ein aufrechter Deutscher, sortie en single l'année précédente, écrite en réaction aux émeutes de Rostock.

## Liste des chansons
L'album comporte seize morceaux.
1. Umtausch ausgeschlossen! (Rohde/Frege) – 2:18
2. Niemals einer Meinung (Frege/Frege) – 3:44
3. Hot-Clip-Video-Club (Rohde/Frege) – 4:01
4. Wilkommen in Deutschland (Breitkopf/Frege) – 3:56
5. Drunter, drauf & drüber (Frege, Müller/Frege, Müller) – 3:02
6. Erotim-Super-3-feucht – 0:31
7. Kauf MICH! (Breitkopf/Frege, Müller) – 3:30
8. Die Homolka Kettensäge – 0:36
9. Sascha … ein aufrechter Deutscher (Frege, Müller/Frege, Müller) – 2:34
10. Gewissen (Breitkopf/Frege, Müller) – 2:41
11. Gute Reise (Holst/Frege) – 5:04
12. Alles aus Liebe (Frege/Frege) – 4:34
13. Wünsch DIR was (Meurer/Frege) – 4:15
14. Mein größter Feind (von Holst/Frege) – 3:08
15. Rambo Dance (Meurer/Frege/Talk) – 4:09
16. Katastrophen-Kommando (Holst/Frege) – 4:30
Der letzte Tag - 3:28 (morceau caché)

Der letzte Tag ne figure que sur la version remasterisée.

## Tournée musicale
La sortie de l'album a été accompagné d'une tournée mondiale intitulée Die Reich & sexy – Kauf MICH! Tour. Elle a débuté le 19 mars 1994 à Zermatt, en Allemagne, et s'est achevée le 21 décembre de la même année à Sittard aux Pays-Bas.
La tournée a démarré, du mois de mars au mois de juin, par 25 concerts, en Allemagne, en Suisse et en Turquie (à Istanbul, le 17 juin). Durant l'été, le groupe a participé à plusieurs festivals de musique, dont le Donauinselfest à Vienne, en Autriche, le Schüttorf Open Air à Bad Bentheim, en Allemagne, le Out in the green Festival dans la ville suisse de Winterthour, le MTV Football Challenge à Amsterdam ou bien le Hultsfredsfestivalen (sv) à Hultsfred, en Suède.
Le 28 septembre, le groupe joue à L'Arapaho à Paris. En novembre, le groupe a joué au Canada, et plus particulièrement au Coliseum de Toronto ainsi qu'à l'auditorium de Verdun, à Montréal.